# Yakitate!! Japan
Yakitate!! Japan (яп. 焼きたて!! ジャぱん Якитатэ!! дзяпан, «Свежеиспечённый!! Яппан») — комедийная манга Такаси Хасигути и 69-серийный аниме-сериал, повествующие о жизни и невероятных приключениях молодого японского пекаря Кадзумы Адзумы, мечтающего создать лучший хлеб в Японии, который будет достоин носить имя этой страны. Манга выходила с января 2002 года по январь 2007 года в еженедельном журнале Shonen Sunday издательства Shogakukan. Телесериал, созданный студией «Sunrise», демонстрировался с 12 октября 2004 года по 14 марта 2006 года компанией TV Tokyo. В Северной Америке манга распространялась компанией VIZ Media. В 2003 году манга была награждена премии Shogakukan  (яп. 小学館漫画賞) в номинации «лучшая сёнэн-манга».

## Сюжет
Семья главного героя Кадзумы Адзумы живёт в деревне, в префектуре Ниигата и занимается выращиванием риса, предпочитая употреблять его на завтрак вместе с натто, супом мисо и другими исконно японскими продуктами. Как и остальные его родственники Адзума был беззаветно верен этим кулинарным традициям, до тех пор, пока в шестилетнем возрасте не попал в пекарню, куда его привела старшая сестра, желая привить любовь к хлебу и склонить на свою сторону в вопросе введения его в семейный рацион. Результаты этого визита превзошли все ожидания, Адзума не только стал ярым поклонником хлеба, но и всей душой проникся страстью к хлебопечению, разделив мечту владельца пекарни — создать истинно японский хлеб, Яппан, который будет не стыдно показать всему миру.
Десять лет спустя, едва окончив школу, Адзума отправляется в Токио в надежде поступить на работу в центральный магазин крупнейшей сети пекарен «Pantasia» и даже не подозревает, чем обернётся его попытка. Он совсем ещё молод, не имеет образования и элементарных познаний в пекарском искусстве, но на его стороне многолетний опыт, легендарные «солнечные руки», несгибаемый оптимизм и твёрдое намерение испечь самый лучший в Японии хлеб — Яппан.

## Дополнительная информация
Название хлеба, который хочет испечь Адзума, — Яппан или Japan в оригинале, представляет собой игру слов. Слово «Japan» переводится с английского языка как «Япония», но в японском языке слово «pan» также значит хлеб, соответственно его можно рассматривать как сокращение от «Japan pan» — «японский хлеб», что и делает Адзума. В этом каламбуре чётко прослеживается идея создания японского хлеба в противовес уже существующему французскому, немецкому и итальянскому хлебу, названия стран в которых записываются, как и все заимствованные европейские слова, катаканой: фурансупан (яп. フランスぱん), дойцупан (яп. ドイツぱん) и итариапан (яп. イタリアぱん) соответственно. Именно поэтому в названии хлеба Адзума (или, точнее пекарь, заразивший его этой мечтой) употребляет первый слог из записанного катаканой английского слова «Japan», вместо самоназвания страны Нихон (яп. 日本), получив в итоге дзяпан (яп. ジャぱん) или Japan, при переходе к ромадзи-записи. Несмотря на то что персонажи аниме создают совершенно невероятные виды хлеба, большинство из них существуют в действительности или, как минимум, основаны на реально существующей выпечке. Для соблюдения фактической достоверности Такаси Хасигути пользуется услугами пекаря-консультанта Коити Утимуры (яп. 内村浩 Утимура Ко:ити), который создаёт хлеб, похожий на тот, что упоминается в сериале. Некоторые из сортов хлеба являются его личным изобретением. Часть этой выпечки можно приобрести в Киотской пекарне «Pan no Mimi» (яп. パンの耳 Пан-но Мими), где и работает Коити Утимура.
Форма сериала сугубо комедийная, а повествование до предела насыщенно комичными моментами, выраженными в яркой гиперболизированной форме, временами переходящей в лёгкий сюрреализм или фантастику. Тем не менее, сериал как таковой имеет продуманный и достаточно глубокий сюжет, по мере развития которого зритель узнаёт множество интересных фактов из области хлебопечения, японской и европейской кулинарии и даже мировой истории. Львиная доля шуток сериала основана на каламбурах, возникающих вследствие особенностей японского языка — часто встречающейся омофонии, различных вариантов прочтения одних и тех же иероглифов, а также сходстве между их написанием (аналогичный подход реализуется в сериале «FLCL»). В дополнение к этому, по ходу повествования постоянно обыгрываются различные аспекты японской действительности (торговые марки, традиции, местный колорит) и типичные клише аниме, включая прямые ссылки на известные произведения. В результате, для полного осознания всех тонкостей действия необходимы хотя бы базовые представления о Японии и японском языке, хотя энергетика и общий фон сериала таковы, что доставят немало удовольствия даже людям, совершенно незнакомым с указанными темами. Кроме того, словно предвидя популярность фильма за рубежом, создатели сериала сделали отличный сюрприз для всех иностранных зрителей, обыграв в одной из заключительных серий известнейший фэнтезийный сюжет, знакомый подавляющему числу образованных людей по всему миру.

## Список персонажей
Кадзума Адзума (яп. 東和馬 Адзума Кадзума) — Главный герой, шестнадцатилетний подросток, только что закончивший школу и мечтающий создать уникальный японский хлеб — Яппан, ради которого он едет в Токио, чтобы совершенствовать своё мастерство. Адзума совершенно необразован (за исключением потрясающих способностей к математике) и часто оказывается в затруднительном положении из-за своего незнания элементарных вещей, но после многолетних попыток создать Яппан он приобрёл колоссальный опыт в хлебопечении и, руководствуясь лишь интуицией и своими наблюдениями, способен испечь хлеб, превосходящий по качеству выпечку лучших мастеров. Кроме того, Адзума обладает уникальным даром — «солнечными руками», позволяющими замешивать тесто при оптимальной температуре. Он всегда полон оптимизма, без колебаний принимает любой жизненный вызов и очень добр к окружающим, чутко реагируя на их радости и неудачи. : 
Сэйю: Юмико Кобаяси
Кёсукэ Кавати (яп. 河内恭介 Кавати Кёсукэ) — Коллега и лучший друг Адзумы родом из района Кансай. Изначально знания и опыт Кавати гораздо больше, чем у Адзумы и долгое время он ведёт себя как достойный соперник, но по мере развития сюжета Кавати превращается в вечного шута с его фирменной репликой «Что?!»  (яп. なんやてっ нан’ятэ), сопровождающей все сколько-нибудь неожиданные события сериала. Стараясь победить Кадзуму в одном из соревнований, Кавати под руководством Цукино добивается получения «солнечных наручей» — более слабого аналога «солнечных рук». Кавати ленив, неуверен в себе и легко пасует перед трудностями, но в нужный момент он способен сконцентрироваться и испечь отличный хлеб. : 
Сэйю: Сюхэй Сакагути
Цукино Адзусагава (яп. 梓川月乃 Адзусагава Цукино) — Внучка основателя сети «Pantasia» и владелец своего отделения в Южном Токио. Ей 16 лет. Застенчива, ранима. Не любит азартные игры, но у неё есть вера в своих друзей и сотрудников. Она имеет должность «менеджера» своего магазина. Днём она ходит на занятия в школу, с утра и вечером обычно приходит на работу. Кавати отмечает, что она «красивая девушка». Управляющий её магазина Мацусиро говорит, что Кагето стал пекарем, так как Цукино привлекала его своим очарованием. Талантлива, умна. Обладает хорошими пекарскими навыками. Так например, будучи ещё 8-летним ребёнком она приняла участие в битве новичков, выступив наравне с профессиональными пекарями и заняла третье место. С учётом её возраста в награду ей дали лишь рюкзак, так как на то время «Pantasia» ещё не вручала победителям денежные призы. Мать Цукино была прекрасным пекарем. Она стала Генеральным Управляющим Главного магазина. Тогда, когда отец Цукино собирался стать пекарем, и решил усовершенствовать свои навыки в Главном магазине. Адзусагава Садамити был чарован ею, и влюбился с первого взгляда. Тогда и родилась Цукино, но в день её рождения её мать умерла от рака. По некоторым признакам можно судить, что ей нравится Адзума, но по ходу повествования в явной форме её чувства ни разу не проявляются. : Наряду со своими сводными сёстрами Мидзуно и Юкино, Цукино является одной из трёх наследников сети «Pantasia» после того как её дед уйдет на пенсию. Она предана делу своего деда и стремится всеми силами работать на благо компании, хотя её отношения с остальными членами семьи Адзусагава складываются далеко не самым лучшим образом, поскольку Цукино — незаконнорожденный ребёнок. Из-за этого её сводные сестры относятся к ней недоброжелательно. Младшая сестра Мидзуно не признает её как сестру и не уважает — до тех пор, пока не проиграла пари, заключённое с Цукино и Адзумой. Старшая сестра Юкино, одна из главных отрицательных персонажей Yakitate!! Japan, на протяжении всего повествования стремится завладеть сетью «Pantasia», доставляя неприятности Южному филиалу. После кремации тела матери Цукино, когда она хотела положить её прах в могилу, Юкино развеяла его около сухого дерева. Этот случай потряс Цукино, но, тем не менее, она никогда не сердилась на своих сестер. В начале сериала Цукино по своему желанию принимает участие в конкурсе в битве новичков, но на самом деле её цель участия в конкурсе — поиск талантливых пекарей для своего Южного магазина. Так она замечает Адзуму и Кавати, и вскоре они поступают в её магазин на работу. После того, как закончился кубок Монако, Цукино становится директором сети «Pantasia». : 
Сэйю: Тихиро Оцука
Кай Сувабара (яп. 諏訪原戒 Сувабара Кай) — Умелый пекарь и мастер катаны, оставивший путь разрушающего меча ради пути хлеба. Тем не менее, Сувабара воинственен и очень жёстко относится к соперникам в соревнованиях по пекарскому искусству. Так же как и Кавати, Сувабара обладает «солнечными наручами» и рассматривает Адзуму как соперника, а стремление его превзойти часто принимает нездоровые формы. Работает в центральном магазине, куда его приняли после того, как Адзума и Кавати поочерёдно отказались от своего права на приём. : 
Сэйю: Такаюкэ Сакадзумэ
Кэн Мацусиро (яп. 松代健 Мацусиро Кэн) — Управляющий филиала в Южном Токио, крупный мужчина брутального вида с причёской в стиле афро. Имеет пристрастие к лошадям и часто делает ставки на скачках. Мацусиро — отличный пекарь, выпекающий лучшие французские батоны в Японии, некогда он работал в центральном магазине, но перешёл в Южный филиал, чтобы помогать Цукино. Часто грубо подшучивает над Кавати, впрочем, сам Кавати неоднократно находил в его шутках ключ к решению своих проблем. : 
Сэйю: Хироки Тоти
Рё Куроянаги (яп. 黒柳亮 Куроянаги Рё) — Глава центрального магазина сети «Pantasia», талантливый дегустатор хлеба и вообще кулинарных изделий, способный оценить качество, состав и особенности приготовления продукта лишь взглянув на него или немного откусив. Окончил Гарвардский университет в 19 лет, после чего проходил обучение у Мацусиро в центральном магазине, который и открыл в Куроянаги выдающегося дегустатора. Не имея возможности сказать ему об этом прямо, Мацусиро всячески унижал Куроянаги, надеясь, что это заставит его бросить хлебопечение и профессионально заняться дегустацией. В жизни Куроянаги серьёзен и достаточно груб с окружающими, что не мешает ему проявлять целую бурю эмоций и глуповатых реакций во время дегустации вкусного хлеба. : 
Сэйю: Такэхито Коясу
Сигэру Каммури (яп. 冠茂 Каммури Сигэру) — Гениальный пекарь и учёный, как и Куроянаги окончивший Гарвардский университет, но уже в шестнадцатилетнем возрасте. Изначально Каммури работает на жестокую и алчную старшую сестру Цукино Юкино Адзусагаву, получая от неё финансирование своих исследований в области создания нового вида дрожжей, но после битвы новичков сети «Pantasia» переходит на сторону филиала в Южном Токио, принадлежащего Цукино, где работают Адзума и Кавати. : 
Сэйю: Марина Иноуэ